# Comté de Rowan (Kentucky)
Pour les articles homonymes, voir Comté de Rowan et Rowan.
Le comté de Rowan est un comté de l'État du Kentucky, aux États-Unis. Son siège est situé à Morehead.

## Histoire
Fondé en 1856, le comté a été nommé d'après John Rowan.